# Металургійний комбінат у Корнільяно

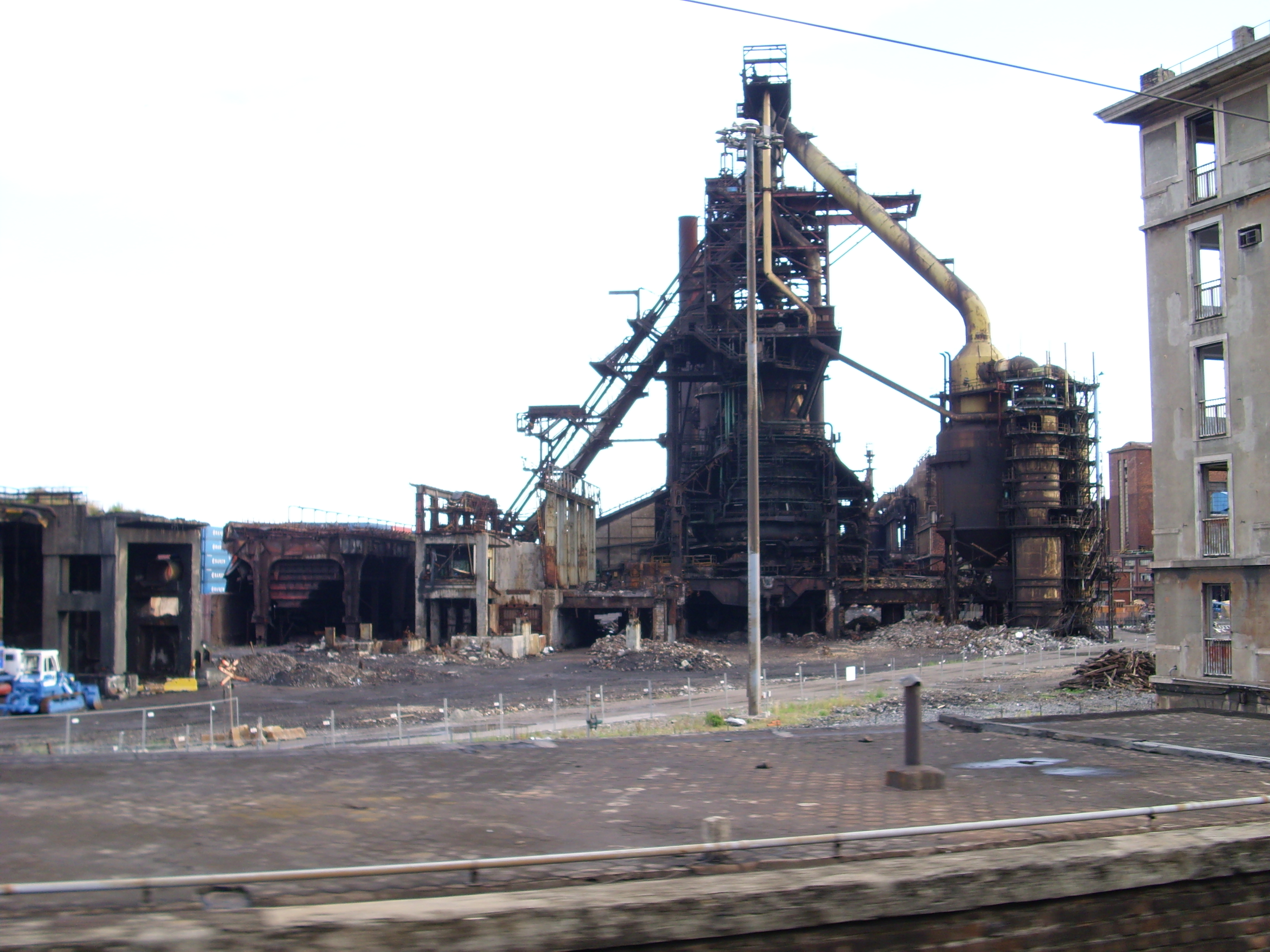
Доменна піч комбінату під час демонтажу.

Металургійний комбінат в Корнільяно (італ. Acciaierie di Cornigliano) — колишній металургійний комбінат в Італії, у місті Корнільяно (тепер район міста Генуя). Одне з чотирьох основних підприємств чорної металургії Італії у другій половині 20 століття. Тепер — завод з неповним металургійним циклом, що спеціалізується на випуску холоднокатанної продукції. Заснований у 1940-х роках. 2005 року було закрито частину цехів комбінату, зокрема припинено доменне виробництво і виплавку сталі, частина цехів продовжила роботу.

## Історія
Комбінат побудований у 1940-х роках. Гроші на будівництво комбінату було виділено урядом. Власником його було товариство «Сіак». На момент введеня в дію він став найбільшим металургійним комбінатом Італії. У 1960-х роках завод виплавляв понад 1 млн т сталі на рік — у 1,7 — 2 рази більше, ніж інші заводи Італії. Лише металургійний комбінат в Таранто, введений в дію в середині 1960-х років, випередив його за виробництвом сталі.
1979 року з виробництвом 0,9 млн т. сталі комбінат посів 4 місце серед металургійних підприємств Італії — після комбінатів у містах Таранто (7,5 млн т), Пйомбіно (1,4 млн т), Баньйолі (1,1 млн т.).
2005 року на комбінаті було припинено роботу всього «гарячого виробництва», наприклад доменного. Частину цехів було демонтовано. В цей час на комбінаті працювало близько 3000 осіб.
2010 року завод працював лише на 45% своєї потужності, виробляючи близько 300 тис. т металопрокату.